# Aalatettix longipulvillus
Aalatettix longipulvillus är en insektsart som beskrevs av Zheng, Z. och B. Mao 2002. Aalatettix longipulvillus ingår i släktet Aalatettix och familjen torngräshoppor. Inga underarter finns listade i Catalogue of Life.